# Fabián (duch)

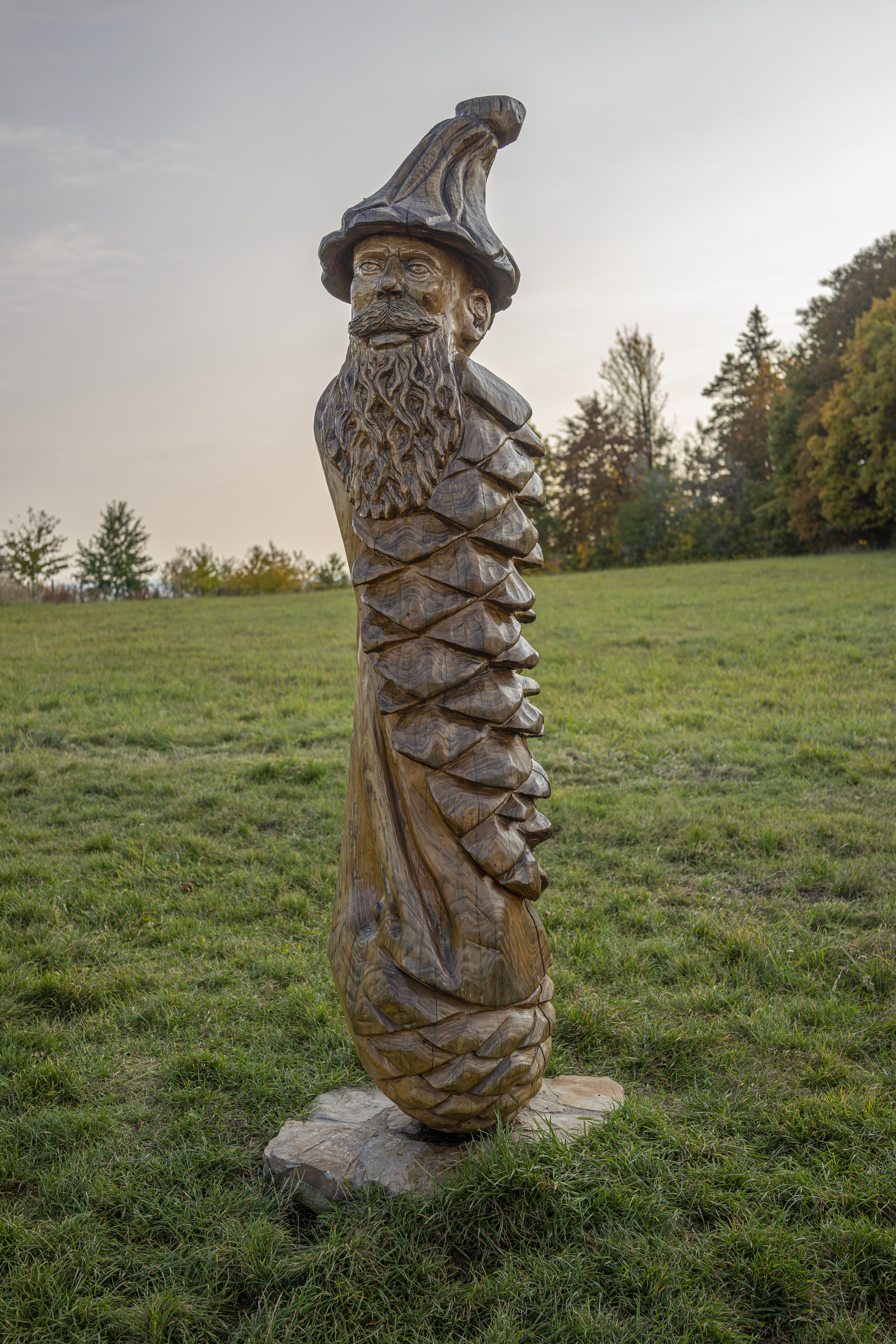
Socha Fabiána od Pavla Vítka

Fabián či Babí Jan je legendární duch pohoří Brdy.
Podle pověsti byl rytířem, kterého jeho nešťastná opuštěná milenka zaklela v lesního ducha, který se musí jako neklidný duch toulat okolím svého hradu. Jeho sídlo je na hoře Velká Baba v blízkosti města Hostomice pod Brdy, kde se nachází kámen zvaný Fabiánova postel, na kterém má odpočívat. Také se má zjevovat na hoře Plešivec, kde má svoji zahrádku. Je po něm pojmenován i jeden z Plešiveckých pramenů, tzv. Fabiánův pramen. Je mu přisuzována podoba tlustého vousatého mužíčka oděného v mysliveckém. V místním lidovém umění je také zobrazován v šatech z kůry a šišek. Je mu přičítáno táhlé děsivé houkání, jinak však má být neškodný.